# エーニャ
エーニャ（イタリア語: Egna ; ドイツ語: Neumarkt ノイマルクト）は、イタリア共和国トレンティーノ＝アルト・アディジェ州ボルツァーノ自治県にある、人口約5,500人の基礎自治体（コムーネ）。

## 地理

### 位置・広がり

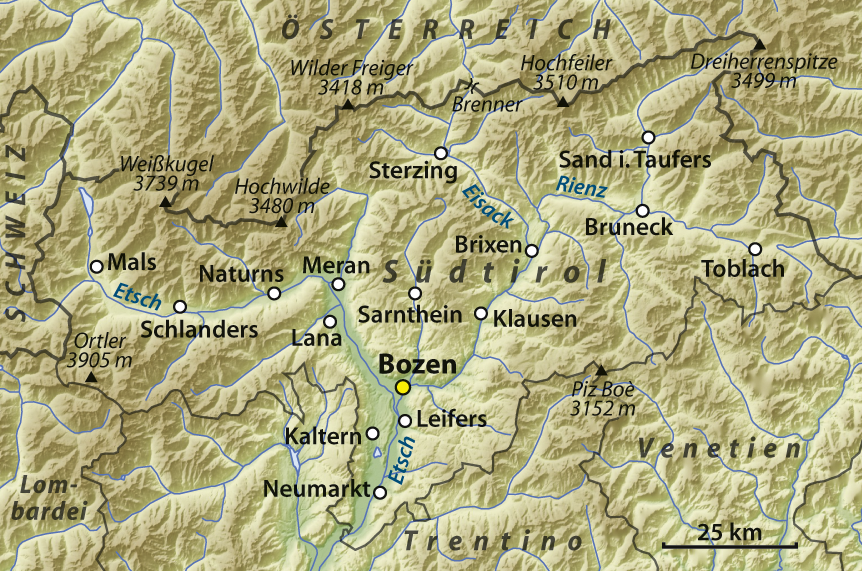
ボルツァーノ/南チロル自治県地図（地名はドイツ語表記）

ボルツァーノ自治県南部に位置する。

#### 隣接コムーネ
隣接するコムーネは以下の通り。
- カルダーロ・スッラ・ストラーダ・デル・ヴィーノ
- コルタッチャ・スッラ・ストラーダ・デル・ヴィーノ
- コルティーナ・スッラ・ストラーダ・デル・ヴィーノ
- マグレ・スッラ・ストラーダ・デル・ヴィーノ
- モンターニャ・スッラ・ストラーダ・デル・ヴィーノ
- サロルノ・スッラ・ストラーダ・デル・ヴィーノ
- テルメーノ・スッラ・ストラーダ・デル・ヴィーノ

## 行政

### 分離集落
エーニャには、以下の分離集落（フラツィオーネ）がある。
- Laghetti (Laag), Mazzon (Mazon), Villa (Vill)

## 文化・観光
「イタリアの最も美しい村」クラブ加盟コムーネである。

## 住民

### 言語
| 言語集団調査（2011年） | 言語集団調査（2011年） | 言語集団調査（2011年） | 言語集団調査（2011年） | 言語集団調査（2011年） |
| ---------------------- | ---------------------- | ---------------------- | ---------------------- | ---------------------- |
|                        |                        |                        |                        |                        |
| ドイツ語               | ドイツ語               |                        | 62.70%                 | 62.70%                 |
| イタリア語             | イタリア語             |                        | 36.89%                 | 36.89%                 |
| ラディン語             | ラディン語             |                        | 0.42%                  | 0.42%                  |

2011年に行われた、住民がドイツ語・イタリア語・ラディン語のいずれの「言語集団」に属するかの調査によれば（ボルツァーノ自治県#言語集団調査参照）、住民の約63%がドイツ語話者、約37%がイタリア語話者である。

## ギャラリー

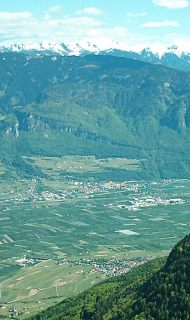
Mendolaからの眺め